# 路德维希·西伯特
路德维希·西伯特（德語：Ludwig Siebert，1939年9月25日—），德国男子雪车运动员。他曾代表西德参加国际雪车联合会世界锦标赛，获得二枚金牌。他也曾参加1964年冬季奥运会。